# Nhà môi giới

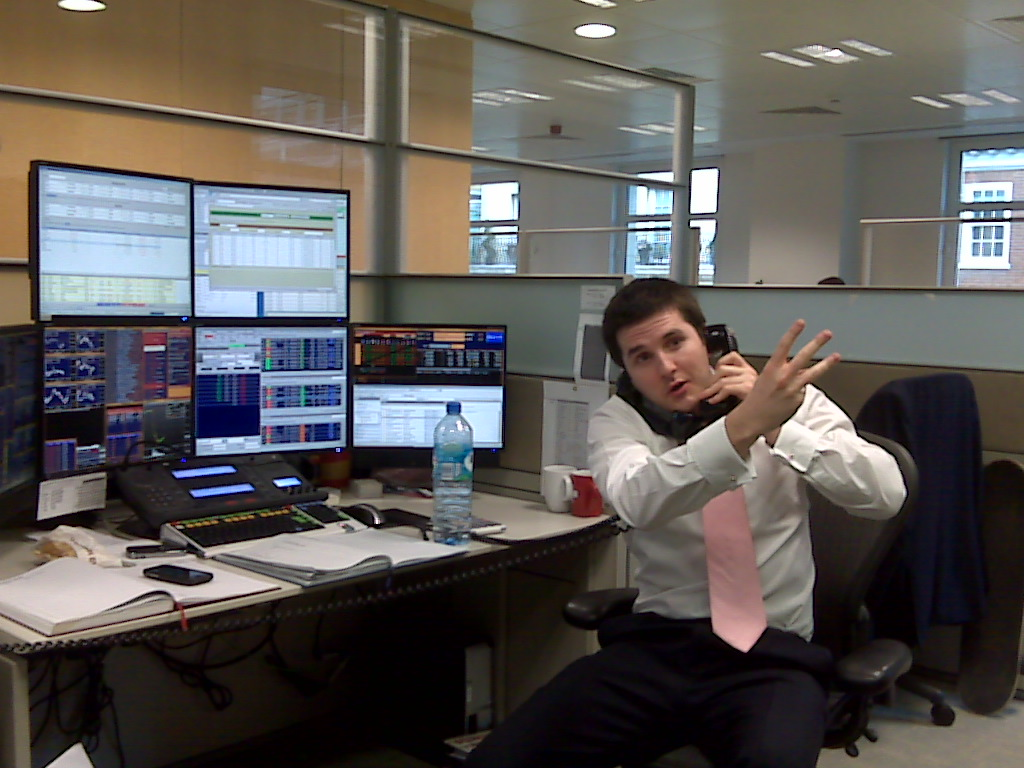
Một người môi giới chứng khoán

Nhà môi giới (tiếng Anh: broker) là một cá nhân hoặc công ty giúp sắp xếp các giao dịch giữa người mua và người bán, và nhận được một khoản hoa hồng khi giao dịch được thực hiện. Người môi giới có thể đóng vai trò là người bán hoặc người mua, trở thành một bên chính tham gia vào giao dịch. Tuy nhiên, không nên nhầm lẫn vai trò của người môi giới với vai trò của một đại diện - người hành động thay mặt cho một bên trong giao dịch.